# ترانه‌شناسی کیتی پری
کیتی پری خواننده آمریکایی است که هفت آلبوم استودیویی، هفت آلبوم چندآهنگه، یک آلبوم زنده، ۴۰ تک‌آهنگ (شامل چهار تک‌آهنگ به عنوان خواننده همراه) و ۱۱ تک‌آهنگ تبلیغاتی منتشر کرده است. پری گواهی فروش ۱۰۱ میلیون تک‌آهنگ دیجیتال و ۶ میلیون آلبوم در ایالات متحده را دریافت کرده است. وی همچنین طبق اعلام انجمن صنعت ضبط موسیقی ایالات متحده آمریکا (آرآی‌ای‌ای) پنجمین هنرمند پرفروش تک‌آهنگ‌های دیجیتال در ایالات متحده است. او تا سال ۲۰۱۸ بیش از ۱۸ میلیون آلبوم و ۱۲۵ میلیون تک‌آهنگ در سراسر جهان فروخته بود. پری هم‌اکنون رکورد بیشترین تعداد تک‌آهنگ با فروش بیش از پنج میلیون در ایالات متحده را با شش تک‌آهنگ در اختیار دارد که به ترتیب تاریخ انتشار عبارتند از: «داغ و سرد»، «دختران کالیفرنیا»، «آتش‌بازی»، «ئی.تی.»، «غرش»، و «اسب تیره». او همچنین رکورد بیشترین تعداد تک‌آهنگ با فروش بیش از ۶ میلیون را با سه تک‌آهنگ «آتش‌بازی»، «غرش» و «اسب تیره» در اختیار دارد. هر سه آهنگ یادشده از انجمن صنعت ضبط ایالات متحده گواهینامهٔ الماس دریافت کرده‌اند که از این نظر نیز پری نخستین هنرمندی به‌شمار می‌رود که قادر به انجام چنین کاری شده است.
کیتی هادسن نخستین آلبوم استودیویی کیتی پری بود که در ۸ فوریه ۲۰۰۱ توسط رد هیل رکوردز منتشر شد. سبک آلبوم، راک مسیحی است که همراه با موسیقی آهنگ‌ها، فضای دوران کودکی و نوجوانی را به یاد می‌اندازد و نشان‌دهنده رابطه کیتی پری با خدا است. از این آلبوم، دو تک‌آهنگ «به من اعتماد کن» و «دنبال من بگرد» منتشر شد ولی آلبوم از لحاظ تجاری، یک شکست بزرگ بود. یکی از پسرها دومین آلبوم استودیویی کیتی پری بود که پس از هفت سال در ۱۷ ژوئن ۲۰۰۸ منتشر شد. این آلبوم در بین جدول بیلبورد ۱۰۰ قرار گرفت و آهنگ‌های «داغ و سرد»، «دختری را بوسیدم»، «فکر کردن به تو» و «بیداری در وگاس» در کشورهای مختلف مقام‌های گوناگونی را بدست آوردند. کیتی پری برای این آلبوم نامزد دو جایزه گرمی شد و حدود پنج میلیون نسخه از این آلبوم در سراسر جهان به فروش رفت.
رؤیای نوجوانی سومین آلبوم استودیویی کیتی پری بود که پس از دو سال توسط کپیتال رکوردز در ۲۴ اوت ۲۰۱۰ منتشر شد. این آلبوم مقام اول را در جدول بیلبورد ۲۰۰ بدست آورد و در همان هفته اول انتشار نزدیک به صد و نود و دو هزار نسخه به فروش رفت. در این آلبوم پنج آهنگ «دختران کالیفرنیا» (با همراهی اسنوپ داگ)، «رویای نوجوانی»، «آتش بازی»، «ئی.تی.» (به همراهی کانیه وست) و «جمعه شب گذشته» در بین آهنگ‌های معروف در سطح جهان قرار گرفتند و هر کدام در جدول‌های مختلف مقام‌های گوناگونی بدست آوردند. در پنجاه و سومین مراسم جایزه گرمی آلبوم رؤیای نوجوانی نامزد دریافت دو جایزه گرمی شد. رؤیای نوجوانی: شیرینی کامل آلبومی دوباره منتشر شده از رؤیای نوجوانی بود که در ۲۳ مارس ۲۰۱۲ منتشر شد. این آلبوم شامل سه آهنگ جدید بود که در بین آن‌ها «بخشی از من» و «کاملاً هوشیار» به موفقیت‌هایی در سطح جهانی رسیدند.
منشور چهارمین آلبوم استودیویی کیتی پری بود که توسط کپیتال رکوردز در تاریخ ۱۸ اکتبر منتشر شد. «غرش» اولین تک‌آهنگ این آلبوم بود که موفقیت زیادی یافت و در جدول ۱۰۰ آهنگ داغ بیلبورد اول شد؛ و در ۲۵ کشور به رتبه زیر ۱۰ رسید. «بدون شرط» و «اسب تیره» سایر تک‌آهنگ‌های این آلبوم بودند که وارد جدول‌های بین‌المللی شدند. «اسب تیره» همچنین در در جدول ۱۰۰ آهنگ داغ بیلبورد به رتبه یک رسید و با فروش بیش از ۲۲ میلیونی خود توانست به پرفروش‌ترین آهنگ دیجیتالی جهان تبدیل شود. «زادروز» و «این‌جوری انجامش می‌دهیم» نیز سایر تک‌آهنگ‌های این آلبوم بودند. گواه پنجمین آلبوم وی در ۹ ژوئن ۲۰۱۷ منتشر شد و در آمریکا به مقام اول رسید. «زنجیرشده به ریتم» با همراهی اسکیپ مارلی، «نوش جان» با همراهی میگوس، «سوئیش سوئیش» با همراهی نیکی میناژ، «ذخیره به‌عنوان پیش‌نویس» و «هی هی هی» تک‌آهنگ‌های این آلبوم بودند. پری از سال ۲۰۱۹ تاکنون نیز چندین تک‌آهنگ بدون آلبوم و دو همکاری را منتشر کرده است.

## آلبوم‌ها

### آلبوم‌های استودیویی
| عنوان                                                                         | توضیحات                                                                                         | موقعیت در جدول‌ها | موقعیت در جدول‌ها | موقعیت در جدول‌ها | موقعیت در جدول‌ها | موقعیت در جدول‌ها | موقعیت در جدول‌ها | موقعیت در جدول‌ها | موقعیت در جدول‌ها | موقعیت در جدول‌ها | موقعیت در جدول‌ها | فروش | گواهی‌نامه‌ها |
| عنوان                                                                         | توضیحات                                                                                         | ایالات متحده     | استرالیا         | اتریش            | کانادا           | فرانسه           | آلمان            | ایتالیا          | نیوزیلند         | سوئیس            | پادشاهی متحده    | فروش | گواهی‌نامه‌ها |
| ----------------------------------------------------------------------------- | ----------------------------------------------------------------------------------------------- | ---------------- | ---------------- | ---------------- | ---------------- | ---------------- | ---------------- | ---------------- | ---------------- | ---------------- | ---------------- | --- | --- |
| کیتی هادسن                                                                    | - تاریخ انتشار: ۶ مارس ۲۰۰۱ - ناشر: رد هیل - فرمت‌ها: سی‌دی، کاست                                 | —                | —                | —                | —                | —                | —                | —                | —                | —                | —                | - جهانی: ۲۰۰~ | |
| یکی از پسرها                                                                  | - تاریخ انتشار: ۱۷ جوئن ۲۰۰۸ - ناشر: کپیتال رکوردز - فرمت‌ها: ال‌پی، سی‌دی، دانلود دیجیتال         | ۹                | ۱۱               | ۶                | ۶                | ۱۰               | ۷                | ۲۳               | ۱۷               | ۶                | ۱۱               | - جهانی: ۷٬۰۰۰٬۰۰۰ - آمریکا: ۱٬۷۱۰٬۰۰۰ - فرانسه: ۲۰۰٬۰۰۰ - بریتانیا: ۷۰۰٬۲۶۱                                      | - آمریکا: پلاتین - استرالیا: ۲× پلاتین - بریتانیا: ۲× پلاتین - آلمان: ۳× طلا - ایتالیا: طلا - اتریش: پلاتین - سوئیس: طلا - کانادا: ۳× پلاتین - نیوزیلند: طلا - فرانسه: ۲× پلاتین          |
| رویای نوجوانی                                                                 | - تاریخ انتشار: ۲۴ اوت ۲۰۱۰ - ناشر: کپیتال رکوردز - فرمت‌ها: ال‌پی، سی‌دی، دانلود دیجیتال          | ۱                | ۱                | ۱                | ۱                | ۳                | ۵                | ۳                | ۱                | ۴                | ۱                | - جهانی: ۶٬۰۰۰٬۰۰۰ - آمریکا: ۳٬۰۰۰٬۰۰۰ - فرانسه: ۲۰۰٬۰۰۰ - بریتانیا: ۱٬۳۰۸٬۳۸۴                                    | - آمریکا: ۳× پلاتین - استرالیا: ۴× پلاتین - بریتانیا: ۴× پلاتین - آلمان: پلاتین - ایتالیا: پلاتین - اتریش: طلا - سوئیس: طلا - کانادا: ۴× پلاتین - نیوزیلند: ۳× پلاتین - فرانسه: ۲× پلاتین |
| منشور                                                                         | - تاریخ انتشار: ۱۸ اکتبر ۲۰۱۳ - ناشر: کپیتال رکوردز - فرمت‌ها: ال‌پی، سی‌دی، دانلود دیجیتال        | ۱                | ۱                | ۳                | ۱                | ۴                | ۴                | ۵                | ۱                | ۲                | ۱                | - جهانی: ۴٬۰۰۰٬۰۰۰ - آمریکا: ۱٬۷۰۰٬۰۰۰ - استرالیا: ۱۷۹٬۰۰۰ - کانادا: ۴۰٬۰۰۰ - فرانسه: ۱۴۰٬۰۰۰ - بریتانیا: ۴۴۰٬۲۷۲ | - آمریکا: ۲× پلاتین - استرالیا: ۵× پلاتین - بریتانیا: پلاتین - آلمان: طلا - ایتالیا: طلا - اتریش: ۲× پلاتین - سوئیس: طلا - کانادا: ۲× پلاتین - نیوزیلند: ۲× پلاتین - فرانسه: پلاتین       |
| گواه                                                                          | - تاریخ انتشار: ۹ ژوئن ۲۰۱۷ - ناشر: کپیتال رکوردز - فرمت‌ها: ال‌پی، سی‌دی، دانلود دیجیتال          | ۱                | ۲                | ۶                | ۱                | ۴                | ۱۰               | ۶                | ۲                | ۷                | ۶                | - جهانی: ~۹۰۰٬۰۰۰ - آمریکا: ۱۶۲٬۰۰۰ - استرالیا: ۷٬۸۶۳ - کانادا: ۲۳٬۰۰۰ - فرانسه: ۳۰٬۰۰۰ - بریتانیا: ~۶۰٬۰۰۰       | - استرالیا: طلا - بریتانیا: نقره - اتریش: طلا - کانادا: پلاتین - فرانسه: طلا |
| لبخند                                                                         | - انتشار: ۲۸ اوت ۲۰۲۰ - ناشر: کپیتال - فرمت‌ها: کاست، سی‌دی، دانلود دیجیتالی، ال‌پی، استریمینگ     | ۵                | ۲                | ۸                | ۵                | ۱۷               | ۱۴               | ۱۰               | ۴                | ۸                | ۵                | - آمریکا: ۴۰۲٬۰۰۰                                                                                                 | - آمریکا: طلا |
| ۱۴۳                                                                           | - انتشار: ۲۰ سپتامبر ۲۰۲۴ - ناشر: کپیتال - فرمت‌ها: کاست، سی‌دی، دانلود دیجیتالی، ال‌پی، استریمینگ | ۶                | ۲                | ۸                | ۴۲               | ۱۴               | ۱۶               | ۶                | ۹                | ۱۲               | ۶                | | |
| نشانهٔ «—» مواردی را نشان می‌دهد که در آن کشور منتشر نشده یا به جدول نرسیده‌اند. |                                                                                                 |                  |                  |                  |                  |                  |                  |                  |                  |                  |                  | | |

### آلبوم‌های دوباره منتشرشده
| عنوان                      | توضیحات                                                                           | موقعیت در جدول‌ها | موقعیت در جدول‌ها | موقعیت در جدول‌ها | موقعیت در جدول‌ها | موقعیت در جدول‌ها | موقعیت در جدول‌ها | موقعیت در جدول‌ها | موقعیت در جدول‌ها | موقعیت در جدول‌ها | موقعیت در جدول‌ها | فروش               |
| عنوان                      | توضیحات                                                                           | ایالات متحده     | استرالیا         | بلژیک (فلاندرز)  | بلژیک (والونی)   | فنلاند           | فرانسه           | هلند             | نیوزیلند         | سوئیس            | پادشاهی متحده    | فروش               |
| -------------------------- | --------------------------------------------------------------------------------- | ---------------- | ---------------- | ---------------- | ---------------- | ---------------- | ---------------- | ---------------- | ---------------- | ---------------- | ---------------- | ------------------ |
| رؤیای نوجوانی: شیرینی کامل | - تاریخ انتشار: ۲۳ مارس ۲۰۱۲ - ناشر: کپیتال رکوردز - فرمت‌ها: سی‌دی، دانلود دیجیتال | ۷                | ۵                | ۱۴               | ۲۹               | ۱۸               | ۴                | ۴۴               | ۲                | ۴۷               | ۶                | - جهانی: ۱٬۰۰۰٬۰۰۰ |

### آلبوم‌های زنده
| عنوان          | توضیحات                                                                                     | موقعیت در جدول‌ها | موقعیت در جدول‌ها | موقعیت در جدول‌ها | فروش             |
| عنوان          | توضیحات                                                                                     | ایالات متحده     | فرانسه           | سوئیس            | فروش             |
| -------------- | ------------------------------------------------------------------------------------------- | ---------------- | ---------------- | ---------------- | ---------------- |
| ام‌تی‌وی آنپلاگد | - تاریخ انتشار: ۱۷ نوامبر ۲۰۰۹ - ناشر: کپیتال رکوردز - فرمت‌ها: دی‌وی‌دی، سی‌دی، دانلود دیجیتال | ۱۶۸              | ۱۹۲              | ۸۲               | - آمریکا: ۶۲٬۰۰۰ |

### آلبوم‌های چندآهنگه
| عنوان                              | توضیحات                                                                             |
| ---------------------------------- | ----------------------------------------------------------------------------------- |
| خیلی گی‌ای                          | - تاریخ انتشار: ۲۰ نوامبر ۲۰۰۷ - ناشر: کپیتال رکوردز - فرمت‌ها: دانلود دیجیتال، سی‌دی |
| تور سلام کیتی استرالیا (چند آهنگه) | - تاریخ انتشار: ۷ اوت ۲۰۰۹ - ناشر: کپیتال رکوردز - فرمت: دانلود دیجیتال             |

## تک‌آهنگ‌ها

### به عنوان خواننده اصلی
| عنوان                                                                         | سال  | موقعیت در جدول‌ها | موقعیت در جدول‌ها | موقعیت در جدول‌ها | موقعیت در جدول‌ها | موقعیت در جدول‌ها | موقعیت در جدول‌ها | موقعیت در جدول‌ها | موقعیت در جدول‌ها | موقعیت در جدول‌ها | موقعیت در جدول‌ها | فروش                                                                                           | گواهی‌نامه‌ها | آلبوم                      |
| عنوان                                                                         | سال  | ایالات متحده     | استرالیا         | اتریش            | کانادا           | فرانسه           | آلمان            | ایتالیا          | نیوزیلند         | سوئیس            | پادشاهی متحده    | فروش                                                                                           | گواهی‌نامه‌ها | آلبوم                      |
| ----------------------------------------------------------------------------- | ---- | ---------------- | ---------------- | ---------------- | ---------------- | ---------------- | ---------------- | ---------------- | ---------------- | ---------------- | ---------------- | ---------------------------------------------------------------------------------------------- | --- | -------------------------- |
| «دختری را بوسیدم»                                                             | ۲۰۰۸ | ۱                | ۱                | ۱                | ۱                | ۵                | ۱                | ۱                | ۱                | ۱                | ۱                | - جهانی: ۵٬۷۰۰٬۰۰۰ - آمریکا: ۴٬۷۰۰٬۰۰۰ - کانادا: ۱۵۹٬۰۰۰ - فرانسه: ۱۶۰٬۰۰۰ - بریتانیا: ۷۰۶٬۰۰۰ | - آمریکا: ۵× پلاتین - استرالیا: ۳× پلاتین - بریتانیا: پلاتین - آلمان: پلاتین - اتریش: پلاتین - سوئیس: پلاتین - کانادا: ۷× پلاتین - نیوزیلند: پلاتین - فرانسه: طلا        | یکی از پسرها               |
| «داغ و سرد»                                                                   | ۲۰۰۸ | ۳                | ۴                | ۱                | ۱                | ۱۰               | ۱                | ۲                | ۵                | ۱                | ۴                | - آمریکا:۵٬۷۰۰٬۰۰۰ - کانادا:۱۴۰٬۰۰۰ - فرانسه: ۱۵۰٬۰۰۰ - بریتانیا: ۶۸۰٬۴۹۴                      | - آمریکا: ۶× پلاتین - استرالیا: ۵× پلاتین - بریتانیا: پلاتین - آلمان: پلاتین - ایتالیا: طلا - اتریش: پلاتین - سوئیس: پلاتین - کانادا: ۶× پلاتین - نیوزیلند: پلاتین       | یکی از پسرها               |
| «فکر کردن به تو»                                                              | ۲۰۰۹ | ۲۹               | ۳۴               | ۱۸               | ۲۴               | ۱۱               | ۱۹               | ۱۴               | —                | ۴۵               | ۲۷               | - آمریکا:۱٬۱۰۰٬۰۰۰                                                                             | - آمریکا: پلاتین - کانادا: پلاتین | یکی از پسرها               |
| «بیداری در وگاس»                                                              | ۲۰۰۹ | ۹                | ۱۱               | ۲۶               | ۲                | —                | ۳۳               | —                | ۹                | ۶۹               | ۱۹               | - آمریکا:۲٬۳۰۰٬۰۰۰                                                                             | - آمریکا: ۲× پلاتین - استرالیا: طلا - بریتانیا: نقره - کانادا: پلاتین - نیوزیلند: طلا                                                                                    | یکی از پسرها               |
| «دختران کالیفرنیا» (با همراهی اسنوپ داگ)                                      | ۲۰۱۰ | ۱                | ۱                | ۳                | ۱                | ۵                | ۳                | ۳                | ۱                | ۴                | ۱                | - جهانی: ۶٬۷۰۰٬۰۰۰ - آمریکا:۵٬۸۰۰٬۰۰۰ - فرانسه: ۱۴۰٬۰۰۰ - بریتانیا: ۷۸۰٬۷۸۷                    | - آمریکا: ۷× پلاتین - استرالیا: ۶× پلاتین - بریتانیا: پلاتین - آلمان: پلاتین - ایتالیا: پلاتین - اتریش: پلاتین - سوئیس: پلاتین - کانادا: ۴× پلاتین - نیوزیلند: ۲× پلاتین | رؤیای نوجوانی              |
| «رویای نوجوانی»                                                               | ۲۰۱۰ | ۱                | ۲                | ۲                | ۲                | ۷۵               | ۶                | ۹                | ۱                | ۸                | ۲                | - آمریکا:۴٬۷۰۰٬۰۰۰ - فرانسه: ۷۰٬۰۰۰                                                            | - آمریکا: ۷× پلاتین - استرالیا: ۶× پلاتین - بریتانیا: پلاتین - آلمان: طلا - ایتالیا: طلا - اتریش: طلا - کانادا: ۴× پلاتین - نیوزیلند: پلاتین                             | رؤیای نوجوانی              |
| «آتش‌بازی»                                                                     | ۲۰۱۰ | ۱                | ۳                | ۳                | ۱                | ۷                | ۴                | ۴                | ۱                | ۳                | ۳                | - آمریکا: ۷٬۲۳۹٬۷۸۴ - فرانسه: ۱۴۰٬۰۰۰ - بریتانیا: ۱٬۰۹۱٬۷۴۳                                    | - آمریکا: ۱۰× پلاتین - استرالیا: ۸× پلاتین - بریتانیا: پلاتین - آلمان: طلا - ایتالیا: ۲× پلاتین - اتریش: طلا - سوئیس: طلا - کانادا: ۶× پلاتین - نیوزیلند: ۲× پلاتین      | رؤیای نوجوانی              |
| «ئی.تی.» (با همراهی کانیه وست)                                                | ۲۰۱۱ | ۱                | ۵                | ۷                | ۱                | ۱۰               | ۹                | ۹                | ۱                | ۱۴               | ۳                | - آمریکا:۵٬۹۰۰٬۰۰۰ - فرانسه: ۶۵٬۰۰۰                                                            | - آمریکا: ۸× پلاتین - استرالیا: ۳× پلاتین - بریتانیا: طلا - آلمان: طلا - ایتالیا: پلاتین - اتریش: طلا - کانادا: ۴× پلاتین - نیوزیلند: پلاتین                             | رؤیای نوجوانی              |
| «آخرین شب جمعه (تی‌جی‌آی‌اف)»                                                    | ۲۰۱۱ | ۱                | ۵                | ۷                | ۱                | ۲۲               | ۱۵               | ۹                | ۴                | ۲۰               | ۹                | - آمریکا:۳٬۸۰۰٬۰۰۰                                                                             | - آمریکا: ۴× پلاتین - استرالیا: ۳× پلاتین - بریتانیا: طلا - ایتالیا: پلاتین - سوئیس: طلا - کانادا: ۴× پلاتین - نیوزیلند: پلاتین                                          | رؤیای نوجوانی              |
| «آنکه رها کرد»                                                                | ۲۰۱۱ | ۳                | ۲۷               | ۱۹               | ۲                | ۳۰               | ۳۴               | ۳۹               | ۱۲               | ۳۳               | ۱۸               | - آمریکا: ۲٬۸۰۰٬۰۰۰ - بریتانیا: ~۳۲۵٬۰۰۰                                                       | - آمریکا: ۳× پلاتین - استرالیا: ۲× پلاتین - بریتانیا: طلا - ایتالیا: طلا - کانادا: ۲× پلاتین - نیوزیلند: طلا                                                             | رؤیای نوجوانی              |
| «بخشی از من»                                                                  | ۲۰۱۲ | ۱                | ۵                | ۱۸               | ۱                | ۱۳               | ۲۰               | ۱۴               | ۱                | ۳۳               | ۱                | - آمریکا: ۲٬۹۰۰٬۰۰۰ - بریتانیا: ۷۹٬۰۷۹                                                         | - آمریکا: ۳× پلاتین - استرالیا: ۳× پلاتین - بریتانیا: طلا - ایتالیا: طلا - کانادا: ۳× پلاتین - نیوزیلند: پلاتین                                                          | رؤیای نوجوانی: شیرینی کامل |
| «کاملاً هوشیار»                                                                | ۲۰۱۲ | ۲                | ۴                | ۲۸               | ۱                | ۳۳               | ۳۹               | ۱۱               | ۱                | ۲۱               | ۹                | - آمریکا: ۳٬۵۰۰٬۰۰۰ - بریتانیا: ۳۲۵٬۰۰۰                                                        | - آمریکا: ۴× پلاتین - استرالیا: ۶× پلاتین - بریتانیا: نقره - ایتالیا: پلاتین - کانادا: ۳× پلاتین - نیوزیلند: پلاتین                                                      | رؤیای نوجوانی: شیرینی کامل |
| «تپش قلب مرغ مگس»                                                             | ۲۰۱۲ | —                | —                | —                | —                | —                | —                | —                | —                | —                | —                |                                                                                                | | رؤیای نوجوانی              |
| «غرش»                                                                         | ۲۰۱۳ | ۱                | ۱                | ۱                | ۱                | ۵                | ۲                | ۴                | ۱                | ۳                | ۱                | - آمریکا: ۶٬۴۰۰٬۰۰۰ - استرالیا: ۵۶۰٬۰۰۰ - فرانسه: ۱۰۵٬۰۰۰ - بریتانیا: ۱٬۱۱۲٬۷۸۷                | - آمریکا: ۹× پلاتین - استرالیا: ۱۱× پلاتین - بریتانیا: ۲× پلاتین - آلمان: پلاتین - ایتالیا: ۲× پلاتین - اتریش: پلاتین - کانادا: ۵× پلاتین - نیوزیلند: ۴× پلاتین          | منشور                      |
| «بی‌قیدوشرط»                                                                   | ۲۰۱۳ | ۱۴               | ۱۱               | ۱۶               | ۱۳               | ۳۸               | ۲۲               | ۶                | ۲۶               | ۲۷               | ۲۵               | - آمریکا: ۱٬۳۰۰٬۰۰۰                                                                            | - آمریکا: پلاتین - استرالیا: پلاتین - بریتانیا: نقره - ایتالیا: پلاتین                                                                                                   | منشور                      |
| «اسب تیره» (با همراهی جوسی جی)                                                | ۲۰۱۳ | ۱                | —                | ۲                | ۱                | ۶                | ۶                | ۵                | ۲                | ۴                | ۴                | - جهانی: ۱۳٬۲۰۰٬۰۰۰ - آمریکا: ۶٬۳۰۰٬۰۰۰ - کانادا: ۳۹۱٬۰۰۰ - فرانسه: ۷۵٬۰۰۰ - بریتانیا: ۵۹۱٬۰۰۰ | - آمریکا: ۱۰× پلاتین - بریتانیا: پلاتین - آلمان: پلاتین - ایتالیا: ۳× پلاتین - کانادا: ۳× پلاتین - نیوزیلند: ۲× پلاتین                                                   | منشور                      |
| «زادروز»                                                                      | ۲۰۱۴ | ۱۷               | ۲۵               | ۵۱               | ۷                | ۵۷               | ۶۹               | —                | ۱۷               | —                | ۲۲               | - جهانی: ۱٬۰۰۰٬۰۰۰+                                                                            | - آمریکا: پلاتین - استرالیا: پلاتین - بریتانیا: نقره - ایتالیا: طلا | منشور                      |
| «این‌جوری انجامش می‌دهیم»                                                       | ۲۰۱۴ | ۲۴               | ۱۸               | ۱۴               | ۹                | ۴۱               | ۳۴               | ۴۱               | ۱۳               | ۴۱               | ۳۳               | - آمریکا: ۵۲۰٬۸۸۵                                                                              | - آمریکا: پلاتین - استرالیا: پلاتین - بریتانیا: نقره - ایتالیا: طلا | منشور                      |
| «بالا رفتن»                                                                   | ۲۰۱۶ | ۱۱               | ۱                | ۲۳               | ۱۳               | ۳                | ۳۹               | ۵۱               | ۲۶               | ۱۵               | ۲۵               | - آمریکا: ۱۳۷٬۰۰۰ - بریتانیا: ۲۲٬۴۹۷                                                           | - استرالیا: طلا | تک‌آهنگ بدون آلبوم          |
| «زنجیرشده به ریتم» (با همراهی اسکیپ مارلی)                                    | ۲۰۱۷ | ۴                | ۴                | ۷                | ۳                | ۳                | ۶                | ۱۰               | ۸                | ۶                | ۵                | - جهانی: ۷۰۰٬۰۰۰ - آمریکا: ۵۴۲٬۶۴۸ - کانادا: ۱۱۴٬۷۹۹ - فرانسه: ۴۱٬۱۰۰ - آلمان: ۸۸٬۶۶۹          | - آمریکا: پلاتین - استرالیا: پلاتین - بریتانیا: طلا - آلمان: طلا - ایتالیا: پلاتین - کانادا: پلاتین - نیوزیلند: طلا - فرانسه: طلا                                        | گواه                       |
| «نوش جان» (با همراهی میگوس)                                                   | ۲۰۱۷ | ۵۹               | ۳۵               | ۶۶               | ۱۴               | ۱۰               | ۴۷               | ۴۸               | —                | ۳۶               | ۳۷               | - آمریکا: ۵۰٬۲۵۹ - استرالیا: ۴٬۳۵۸                                                             | - آمریکا: طلا - استرالیا: طلا - بریتانیا: نقره - ایتالیا: پلاتین - کانادا: طلا - فرانسه: طلا                                                                             | گواه                       |
| «سوئیش سوئیش» (با همراهی نیکی میناژ)                                          | ۲۰۱۷ | ۴۶               | ۳۷               | ۶۹               | ۲۷               | ۲۴               | ۷۶               | ۷۳               | —                | ۴۶               | ۱۹               | - آمریکا: ۱۶۵٬۲۸۸                                                                              | - آمریکا: پلاتین - استرالیا: پلاتین - بریتانیا: طلا - ایتالیا: طلا - کانادا: پلاتین - فرانسه: طلا                                                                        | گواه                       |
| «ذخیره به عنوان پیش‌نویس»                                                      | ۲۰۱۷ | —                | —                | —                | —                | —                | —                | —                | —                | —                | —                |                                                                                                | | گواه                       |
| «هی هی هی»                                                                    | ۲۰۱۸ | —                | —                | —                | —                | —                | —                | —                | —                | —                | —                |                                                                                                | | گواه                       |
| «کریسمس کوچک راحت»                                                            | ۲۰۱۸ | ۵۳               | —                | —                | —                | —                | ۸۸               | —                | —                | —                | ۲۲               |                                                                                                | | تک‌آهنگ بدون آلبوم          |
| «۳۶۵» (با زد)                                                                 | ۲۰۱۹ | ۸۶               | ۳۸               | ۷۰               | ۵۲               | ۱۲۹              | ۷۲               | ۶۸               | —                | ۵۹               | ۳۷               |                                                                                                | - کانادا: طلا | تک‌آهنگ بدون آلبوم          |
| «به آرامی» (با ددی یانکی و اسنو)                                              | ۲۰۱۹ | ۲۲               | —                | —                | ۶                | —                | —                | —                | —                | —                | ۶۶               |                                                                                                | - آمریکا: ۱۵× پلاتین (لاتین) | تک‌آهنگ بدون آلبوم          |
| «هیچوقت تموم نشده»                                                            | ۲۰۱۹ | ۱۵               | ۷                | ۲۹               | ۷                | ۱۰۲              | ۴۷               | ۳۲               | ۱۴               | ۲۱               | ۱۲               |                                                                                                | - آمریکا: طلا - استرالیا: پلاتین - بریتانیا: طلا - ایتالیا: طلا - کانادا: طلا                                                                                            | لبخند                      |
| «صحبت کوتاه»                                                                  | ۲۰۱۹ | ۸۱               | ۳۳               | —                | ۵۶               | —                | —                | —                | —                | ۹۱               | ۴۳               |                                                                                                | - استرالیا: طلا | لبخند                      |
| «هارلیز در هاوایی»                                                            | ۲۰۱۹ | —                | ۳۶               | —                | ۷۱               | —                | —                | —                | —                | ۷۲               | ۴۵               |                                                                                                | | لبخند                      |
| «هیچوقت سفید نپوشیدم»                                                         | ۲۰۲۰ | —                | ۷۹               | —                | ۹۵               | —                | —                | —                | —                | —                | ۹۷               |                                                                                                | | لبخند                      |
| «گل‌های مینا»                                                                  | ۲۰۲۰ | ۴۰               | ۳۷               | ۶۴               | ۳۷               | —                | —                | ۷۰               | —                | ۵۷               | ۳۷               |                                                                                                | - کانادا: طلا | لبخند                      |
| «لبخند»                                                                       | ۲۰۲۰ | —                | —                | —                | —                | —                | —                | —                | —                | —                | ۷۳               |                                                                                                | | لبخند                      |
| «پایان جهان نیست»                                                             | —    | —                | —                | —                | —                | —                | —                | —                | —                | —                |                  |                                                                                                | | لبخند                      |
| «الکتریک»                                                                     | ۲۰۲۱ | —                | —                | —                | —                | —                | —                | —                | —                | —                | —                |                                                                                                | | Pokémon 25: آلبوم          |
| نشانهٔ «—» مواردی را نشان می‌دهد که در آن کشور منتشر نشده یا به جدول نرسیده‌اند. |      |                  |                  |                  |                  |                  |                  |                  |                  |                  |                  |                                                                                                | |                            |

### به عنوان خواننده همراه
| عنوان                                                                         | سال  | موقعیت در جدول‌ها | موقعیت در جدول‌ها | موقعیت در جدول‌ها | موقعیت در جدول‌ها | موقعیت در جدول‌ها | موقعیت در جدول‌ها | موقعیت در جدول‌ها | موقعیت در جدول‌ها | موقعیت در جدول‌ها | موقعیت در جدول‌ها | فروش                                 | گواهی‌نامه‌ها | آلبوم                    |
| عنوان                                                                         | سال  | ایالات متحده     | استرالیا         | اتریش            | بلژیک (فلاندرز)  | بلژیک (والونی)   | کانادا           | دانمارک          | نیوزیلند         | سوئیس            | پادشاهی متحده    | فروش                                 | گواهی‌نامه‌ها | آلبوم                    |
| ----------------------------------------------------------------------------- | ---- | ---------------- | ---------------- | ---------------- | ---------------- | ---------------- | ---------------- | ---------------- | ---------------- | ---------------- | ---------------- | ------------------------------------ | --- | ------------------------ |
| «استارزتراک» (تری‌اوه‌تری به همراه کیتی پری)                                    | ۲۰۰۹ | ۶۶               | ۴                | ۴۸               | ۲۱               | ۲                | ۳۱               | ۳۹               | ۱۶               | ۵۵               | ۳                | - بریتانیا: ۵۸۰٬۰۰۰                  | - آمریکا: پلاتین - استرالیا: ۲× پلاتین - بریتانیا: پلاتین - نیوزیلند: طلا                                                                           | خواستن                   |
| «اگر باز هم را ببینیم» (با همراهی تیمبلند)                                    | ۲۰۱۰ | ۳۷               | ۹                | ۱۰               | —                | —                | ۴                | —                | ۱                | —                | ۳                | - فرانسه: ۸۵٬۰۰۰ - بریتانیا: ۴۳۴٬۰۰۰ | - استرالیا: پلاتین - بریتانیا: طلا - ایتالیا: طلا - سوئیس: طلا - نیوزیلند: پلاتین                                                                   | ارزش شوک ۲               |
| «کسی که عاشقشی» (جان مایر به همراه کیتی پری)                                  | ۲۰۱۳ | ۴۸               | ۹۵               | —                | —                | —                | ۷۰               | —                | —                | —                | —                |                                      | | درهٔ بهشت                 |
| «احساسات» (کالوین هریس همراه با فارل ویلیامز، کیتی پری و بیگ شان)             | ۲۰۱۷ | ۲۰               | ۳                | ۵                | ۳                | ۱                | ۵                | ۴                | ۳                | ۱۸               | ۱                | - آمریکا: ۳۳۵٬۴۶۰ - فرانسه: ۴۱٬۰۰۰   | - آمریکا: ۲× پلاتین - استرالیا: ۴× پلاتین - بلژیک: پلاتین - بریتانیا: ۲× پلاتین - سوئد: ۲× پلاتین - اتریش: طلا - دانمارک: پلاتین - نیوزیلند: پلاتین | جهش‌های وحشت آهنگ شماره ۱ |
| نشانهٔ «—» مواردی را نشان می‌دهد که در آن کشور منتشر نشده یا به جدول نرسیده‌اند. |      |                  |                  |                  |                  |                  |                  |                  |                  |                  |                  |                                      | |                          |

### تک‌آهنگ‌های تبلیغاتی
| عنوان                                                                         | سال  | موقعیت در جدول‌ها | موقعیت در جدول‌ها | موقعیت در جدول‌ها | موقعیت در جدول‌ها | موقعیت در جدول‌ها | موقعیت در جدول‌ها | موقعیت در جدول‌ها | موقعیت در جدول‌ها | موقعیت در جدول‌ها | موقعیت در جدول‌ها | فروش              | گواهی‌نامه‌ها      | آلبوم             |
| عنوان                                                                         | سال  | ایالات متحده     | اتریش            | بلژیک (فلاندرز)  | بلژیک (والونی)   | کانادا           | دانمارک          | فرانسه           | ایتالیا          | نیوزیلند         | پادشاهی متحده    | فروش              | گواهی‌نامه‌ها      | آلبوم             |
| ----------------------------------------------------------------------------- | ---- | ---------------- | ---------------- | ---------------- | ---------------- | ---------------- | ---------------- | ---------------- | ---------------- | ---------------- | ---------------- | ----------------- | ---------------- | ----------------- |
| «خیلی گی‌ای»                                                                   | ۲۰۰۷ | —                | —                | —                | —                | —                | —                | —                | —                | —                | —                |                   | - آمریکا: طلا    | یکی از پسرها      |
| «نه مثل فیلم‌ها»                                                               | ۲۰۱۰ | ۵۳               | —                | —                | —                | ۴۱               | —                | —                | —                | —                | —                |                   | - آمریکا: طلا    | رؤیای نوجوانی     |
| «دایره تخلیه»                                                                 | ۲۰۱۰ | ۵۸               | —                | —                | —                | ۳۰               | —                | —                | —                | ۳۶               | —                |                   |                  | رؤیای نوجوانی     |
| «طاووس»                                                                       | ۲۰۱۲ | —                | —                | —                | —                | ۵۶               | —                | —                | —                | —                | ۱۲۵              | - آمریکا: ۶۴۳٬۰۰۰ | - آمریکا: پلاتین | رؤیای نوجوانی     |
| «قدم زدن در هوا»                                                              | ۲۰۱۳ | ۳۴               | ۳۵               | ۴۴               | ۳۰               | ۱۲               | ۳۵               | ۲۵               | ۲۰               | ۱۲               | ۸۰               | - آمریکا: ۱۵۰٬۰۰۰ |                  | منشور             |
| «هر روز یک عید است»                                                           | ۲۰۱۵ | —                | —                | —                | —                | —                | —                | —                | —                | —                | —                |                   |                  | تک‌آهنگ بدون آلبوم |
| نشانهٔ «—» مواردی را نشان می‌دهد که در آن کشور منتشر نشده یا به جدول نرسیده‌اند. |      |                  |                  |                  |                  |                  |                  |                  |                  |                  |                  |                   |                  |                   |

## سایر آهنگ‌های راه‌یافته به جدول‌ها
| نام                                                                           | سال  | موقعیت در جدول‌ها | موقعیت در جدول‌ها | موقعیت در جدول‌ها | موقعیت در جدول‌ها | موقعیت در جدول‌ها | موقعیت در جدول‌ها | موقعیت در جدول‌ها | موقعیت در جدول‌ها | موقعیت در جدول‌ها | فروش         | گواهی‌نامه‌ها   | آلبوم                      |
| نام                                                                           | سال  | ایالات متحده     | استرالیا         | کانادا           | فرانسه           | کره              | هلند             | نیوزیلند         | روسیه            | پادشاهی متحده    | فروش         | گواهی‌نامه‌ها   | آلبوم                      |
| ----------------------------------------------------------------------------- | ---- | ---------------- | ---------------- | ---------------- | ---------------- | ---------------- | ---------------- | ---------------- | ---------------- | ---------------- | ------------ | ------------- | -------------------------- |
| «یکی از پسرها»                                                                | ۲۰۰۸ | —                | ۴۰               | —                | —                | —                | —                | —                | —                | —                |              | - آمریکا: طلا | یکی از پسرها               |
| «اگر می‌توانید مرا بخرید»                                                      | ۲۰۰۹ | —                | —                | —                | —                | —                | —                | ۲۸               | —                | —                |              |               | یکی از پسرها               |
| «لباس پوشیدن»                                                                 | ۲۰۱۲ | —                | —                | —                | —                | —                | —                | —                | —                | ۱۰۹              |              |               | رؤیای نوجوانی: شیرینی کامل |
| «مش‌آپ مگاسیکس تام سانشاین»                                                    | ۲۰۱۲ | —                | —                | —                | —                | —                | —                | —                | —                | ۱۸۳              |              |               | رؤیای نوجوانی: شیرینی کامل |
| «به لطف خدا»                                                                  | ۲۰۱۳ | ۱۰               | —                | —                | —                | ۷۷               | —                | —                | —                | ۱۷۹              | - کره: ۲٬۱۰۴ |               | منشور                      |
| «نبردت را انتخاب کن»                                                          | ۲۰۱۳ | —                | —                | —                | —                | ۱۳۶              | —                | —                | —                | —                | - کره: ۱٬۵۸۷ |               | منشور                      |
| «دو رنگین کمان»                                                               | ۲۰۱۳ | —                | —                | —                | —                | ۱۱۱              | —                | —                | —                | —                | - کره: ۱٬۸۳۸ |               | منشور                      |
| «روح»                                                                         | ۲۰۱۳ | —                | —                | —                | —                | ۱۰۰              | —                | —                | —                | —                | - کره: ۱٬۹۱۶ |               | منشور                      |
| «لبخند بین‌المللی»                                                             | ۲۰۱۳ | —                | —                | —                | —                | ۷۶               | —                | —                | —                | —                | - کره: ۲٬۱۱۲ |               | منشور                      |
| «پای جفتمونه»                                                                 | ۲۰۱۳ | —                | —                | —                | —                | ۱۱۴              | —                | —                | —                | ۱۸۰              | - کره: ۱٬۸۰۹ |               | منشور                      |
| «عشاق افسانه‌ای»                                                               | ۲۰۱۳ | —                | —                | —                | —                | ۶۹               | ۳۳               | —                | —                | —                | - کره: ۲٬۱۳۰ |               | منشور                      |
| «دوستم داشته باش»                                                             | ۲۰۱۳ | —                | —                | —                | —                | ۸۶               | —                | —                | —                | —                | - کره: ۲٬۰۰۷ |               | منشور                      |
| «روحانی»                                                                      | ۲۰۱۳ | —                | —                | —                | —                | ۱۲۷              | —                | —                | —                | —                | - کره: ۱٬۶۵۵ |               | منشور                      |
| «این لحظه»                                                                    | ۲۰۱۳ | —                | —                | —                | —                | ۸۲               | —                | —                | —                | —                | - کره: ۲٬۰۴۴ |               | منشور                      |
| «گواه»                                                                        | ۲۰۱۷ | —                | —                | —                | ۱۶۵              | —                | —                | —                | —                | —                |              |               | گواه                       |
| «رولت»                                                                        | ۲۰۱۷ | —                | —                | —                | —                | —                | —                | —                | ۱۸               | —                |              |               | گواه                       |
| نشانهٔ «—» مواردی را نشان می‌دهد که در آن کشور منتشر نشده یا به جدول نرسیده‌اند. |      |                  |                  |                  |                  |                  |                  |                  |                  |                  |              |               |                            |

## حضور مهمان
| عنوان                                    | سال  | دیگر هنرمند(ان) | آلبوم                            |
| ---------------------------------------- | ---- | --------------- | -------------------------------- |
| «ساده»                                   | ۲۰۰۵ | —               | خواهری از سفر آرزوها             |
| «کریسمس سفید»                            | ۲۰۰۸ | —               | ترانه‌های زمستان                  |
| «دیزی بل (دوچرخه برای دو نفر ساخته شده)» | ۲۰۱۴ | —               | موسیقی دهه نود قدیمی گی: دیزی بل |
| «اسطوره‌ها هرگز نمی‌میرند»                 | ۲۰۱۴ | فراس            | فراس                             |
| «دست تکان دادن از پنجره»                 | ۲۰۱۸ | —               | ایون هنسن عزیز                   |

## صدای پیش‌زمینه و نویسندگی متن
| ترانه                             | سال  | هنرمند(ان)               | آلبوم                       | یادداشت                     |
| --------------------------------- | ---- | ------------------------ | --------------------------- | --------------------------- |
| «عادت‌های قدیمی سخت از سر می‌افتند» | ۲۰۰۴ | میک جگر                  | الفی                        | صدای پیش‌زمینه               |
| «فعلاً خداحافظ»                    | ۲۰۰۵ | پی.او.دی.                | گواهی                       | صدای پیش‌زمینه               |
| «قطع رابطه»                       | ۲۰۰۸ | مایلی سایرس              | قطع رابطه                   | صدای پیش‌زمینه               |
| «جاده رانندگی»                    | ۲۰۰۸ | مایلی سایرس              | قطع رابطه                   | صدای پیش‌زمینه               |
| «خداحافظی آرام»                   | ۲۰۰۸ | لزلی روی                 | نازیبا                      | نویسنده متن                 |
| «دلت برام تنگ میشه»               | ۲۰۰۹ | ماتریکس                  | ماتریکس                     | صدای پیش‌زمینه و نویسنده متن |
| «شکسته»                           | ۲۰۰۹ | ماتریکس                  | ماتریکس                     | صدای پیش‌زمینه               |
| «لعنتی»                           | ۲۰۰۹ | ماتریکس                  | ماتریکس                     | صدای پیش‌زمینه و نویسنده متن |
| «قدم زدن»                         | ۲۰۰۹ | ماتریکس                  | ماتریکس                     | صدای پیش‌زمینه               |
| «فقط یک ترانه»                    | ۲۰۰۹ | ماتریکس                  | ماتریکس                     | صدای پیش‌زمینه و نویسنده متن |
| «اهمیت میدی؟»                     | ۲۰۰۹ | ماتریکس                  | ماتریکس                     | صدای پیش‌زمینه               |
| «دیده شده انجام شده»              | ۲۰۰۹ | ماتریکس                  | ماتریکس                     | صدای پیش‌زمینه               |
| «با من بمان»                      | ۲۰۰۹ | ماتریکس                  | ماتریکس                     | صدای پیش‌زمینه               |
| «من نمی‌خوابم»                     | ۲۰۰۹ | کلی کلارکسون             | تنها چیزی که تا حالا خواستم | نویسنده متن                 |
| «ریسک»                            | ۲۰۰۹ | کلی کلارکسون             | تنها چیزی که تا حالا خواستم | نویسنده متن                 |
| «وقتش رسیده»                      | ۲۰۰۹ | اشلی تیزدیل              | لذت گناه‌آلود                | نویسنده متن                 |
| «گلوله»                           | ۲۰۰۹ | جسی جیمز دکر             | جسی جیمز                    | نویسنده متن                 |
| «دختر همسایه»                     | ۲۰۰۹ | جسی جیمز دکر             | جسی جیمز                    | نویسنده متن                 |
| «پیانوی قدیمی»                    | ۲۰۱۰ | شرکت حقیقت و نجات        | شرکت حقیقت و نجات           | نویسنده متن                 |
| «خدای راک»                        | ۲۰۱۰ | سلنا گومز و سین          | سالی بدون باران             | نویسنده متن                 |
| «آن را بیشتر دوست دارم»           | ۲۰۱۱ | سلنا گومز و سین          | وقتی خورشید غروب می‌کند      | نویسنده متن                 |
| «او لا لا»                        | ۲۰۱۳ | بریتنی اسپیرز            | اسمورف‌ها ۲                  | صدای پیش‌زمینه               |
| «مسافر»                           | ۲۰۱۳ | بریتنی اسپیرز            | بریتنی جین                  | نویسنده متن                 |
| «بیوه سیاه»                       | ۲۰۱۴ | ایگی آزالیا، ریتا اورا   | کلاسیک جدید                 | نویسنده متن                 |
| «زانو بزن»                        | ۲۰۱۴ | نیکی میناژ، آریانا گرنده | د پینک‌پرینت                 | نویسنده متن                 |
| «زمین»                            | ۲۰۱۹ | لیل دیکی                 | تک‌آهنگ بدون آلبوم           | صدای پیش‌زمینه               |